# 내 사랑 나비부인
《내 사랑 나비부인》은 2012년 10월 6일부터 2013년 4월 7일까지 방영한 SBS 주말극장이다. 염정아, 박용우, 김성수, 윤세아 외 출연했다.
기획은 감독 오세강이 맡았고, 극본은 작가 문은아가 집필했으며, 연출은 감독 이창민이 맡았다.

## 등장 인물

### 주요 인물
- 염정아 : 남나비 역 - 전 톱배우, 더 나비 구두 디자이너이자 사장, 김정욱의 아내 → 이우재의 아내
- 박용우 : 이우재 역 - 제일백화점 본부장 → 사장, 윤설아의 전 약혼남, 남나비의 남편
- 김성수 : 김정욱 역 - 남나비의 전 남편, 구두 장인 김병호의 아들
- 윤세아 : 윤설아 역 - 이우재의 전 약혼녀, 구두 회사 해리 앤 슈 대표

### 메지콩 식당 식구들
- 장용 : 김병호 역 - 구두 장인, 김정욱의 친정 아버지, 남나비의 시아버지
- 김영애 : 이정애 역 - 김정욱의 친정어머니, 남나비의 시어머니
- 이보희 : 배신자 여사 역 - 김정욱의 장모 → 이우재의 장모, 남나비의 친정 엄마
- 김정현 : 김찬기 역 - 김병호의 아들, 고등학교 교사, 목수정의 남편
- 차수연 : 목수정 역 - 윤설아의 사촌 동생, 고등학교 교사, 김찬기의 아내
- 김영옥 : 유금단 역 - 김정욱의 친할머니, 남나비의 시할머니, 치매 환자
- 정혜선 : 남궁막내 역 - 김정욱의 외할머니, 남나비의 시외할머니
- 최민 : 김백기 역 - 백수 → 더 나비 직원, 리국희의 남편
- 김준형 : 리국희 역 - 남나비의 친한 동생, 김백기의 아내
- 김가은 : 김살구 역 - 김정욱의 여동생, 고등학생 → 대학생, 남나비의 시누이

### 이삼구 회장네
- 김성겸 : 이삼구 역 - 월드백화점 회장, 이우재의 생부
- 김일우 : 이성룡 역 - 월드백화점 전 사장, 트럼펫 마니아, 이우재의 작은아버지
- 임성민 : 홍모란 역 - 이성룡의 아내, 이우재의 작은어머니
- 이도현 : 이윤 역 - 이성룡과 홍모란의 아들

### 그 외 인물
- 이희진 : 연지연 역 - 남나비의 전 라이벌이자 톱배우
- 박탐희 : 이유진 역 - 실비아 최 회장의 딸, 김정욱의 아내
- 이혜숙 : 실비아 최 역 - 유진의 엄마, 이우재의 생모
- 이성우 : 미상 역 - 특징 불명

### 특별 출연
- 김동균
- 이두일
- 박슬기
- 조재윤
- 유형관 : 윤재호 감독 역 - 남나비가 출연하는 드라마 PD
- 이정헌 : 문형식 역 - 도둑
- 서왕석
- 홍승범 : 의사 역
- 정세인
- 강석철 : 경찰 역

## 결방과 연장
- '내사랑 나비부인', 대선토론회 생중계로 2012년 12월 16일 결방.[1].
- 대선 토론회 중계 ‘나비부인’ 2012년 12월 16일 결방, ‘청앨’ 30분 늦게 방송 .[2].
- 2013년 3월 20일 : 내 사랑 나비부인 방영 분량이 50부작에서 1회 연장되어 51부작으로 변경.확정되었다.

## 같이 보기
- 내 딸 서영이
- 최고다 이순신
- 개그콘서트 (KBS 2TV)
- 아들 녀석들
- 금 나와라, 뚝딱! (MBC)
- 궁중잔혹사 꽃들의 전쟁 (JTBC)

## 참조
1. ↑  민경미 기자 (2012년 12월 16일). “'내사랑 나비부인', 대선토론회 생중계로 16일 결방”. 티브이데일리.[깨진 링크(과거 내용 찾기)]
2. ↑  권수빈 기자 (2012년 12월 16일). “대선 토론회 중계 ‘나비부인’ 16일 결방, ‘청앨’ 30분 늦게 방송”. 뉴스엔.